# Makers UPV
Makers UPV  es una comunidad de estudiantes sin ánimo de lucro de la Universitat Politècnica of València (Valencia, España) fundada en abril de 2013, cuyos objetivos son mejorar la experiencia de aprendizaje de los estudiantes añadiendo una componente práctica basada en "experiential learning", Do it yourself y la Maker Culture. A través de proyectos, competiciones y talleres impartidos por estudiantes con habilidades especiales (actuando como mentores), la comunidad se ve realimentada y crece.
La comunidad ha obtenido atención internacional gracias a su éxito en competiciones en todo el mundo, como el premio al "Mejor Diseño Conceptual" y el premio al "Mejor Subsistema de Propulsión" con el proyecto Hyperloop UPV en la competición Hyperloop Pod Competition ( SpaceX, 2016),, el premio "Top People's Choice" con el proyecto NextVision (2014) en el concurso International Space Apps Challenge de la  NASA así como "Global Top 5 Best Use of Hardware" con el proyecto GoSat (2015) y Mars UPV (2016) entre otros.

## Lista de Premios
| Proyecto            | Premio                                                                 | Lugar                                       | Entidad organizadora                    | Fecha             |
| ------------------- | ---------------------------------------------------------------------- | ------------------------------------------- | --------------------------------------- | ----------------- |
| Varian              | "Mejor proyecto en la categoria Healthtech"                            | Helsinki (Finlandia)                        | Hackathon Junction                      | Noviembre de 2019 |
| GuideMe             | "Mejor proyecto en la categoría Future Cities"                         | Helsinki (Finlandia)                        | Hackathon Junction                      | Noviembre de 2018 |
| SmartFactory        | "Mejor proyecto en la categoría Industria 4.0"                         | Castellón (España)                          | Hackathon Castellón                     | Octubre de 2018   |
| GreenHome           | "Mejor proyecto en la categoría Smart Home"                            | Castellón (España)                          | Hackathon Castellón                     | Octubre de 2017   |
| Hyperloop UPV       | "Mejor Diseño Conceptual" y "Mejor Subsistema de Propulsión" Hyperloop | Texas A&M University, College Station (USA) | SpaceX, Elon Musk                       | Enero de 2016     |
| Mars UPV            | "Global Top 5 Best Use of Hardware"                                    | Valencia (España)                           | NASA International Space Apps Challenge | Marzo de 2016     |
| VIBand              | "Think Big"                                                            | Madrid (España)                             | Telefónica                              | Mayo de 2016      |
| GoSat               | "Global Top 5 Best Use of Hardware"                                    | Valencia (España)                           | NASA International Space Apps Challenge | Mayo de 2016      |
| NextVision          | "Top People's Choice"                                                  | Florida (USA)                               | NASA International Space Apps Challenge | Mayo de 2014      |
| HawaDawa            | "2nd Prize at "Think Make Start" Makeathon                             | Múnich (Alemania)                           | Universidad Técnica de Múnich           | Marzo de 2015     |
| HCube               | Exhibición en el congreso de innovación internacional Sonar+D          | Barcelona (España)                          | Sonar+D                                 | Junio de 2015     |
| Makers Alpha & Beta | "2o premio en la competición"                                          | Barcelona (España)                          | AESS Challenge Barcelona                | Noviembre de 2013 |

## Actividades
La comunidad también ha organizado algunos eventos con impacto nacional como la BeMakerFest (octubre de 2015), orientado a unir las comunidades Crafter y Maker, por otro lado la competición Olympic Robotic Challenge en su 3.ª edición (2014, 2015, 2016), una competición robótica educativa multidisciplinar en la que los estudiantes aprendían como construir un robot desde cero con hardware open-source como Arduino y Raspberry Pi (2016). En mayo de 2016 la comunidad hospedó la primera Hebocon española, una competición de robots raros y esperpénticos inventada por el japonés Daiju Ishikawa, que contó con el soporte de David Cuartielles, una figura importante en el movimiento open-source hardware. En mayo de 2016 Makers UPV fue reseñado en el blog de Startup Europe (Comisión Europea).

### Talleres

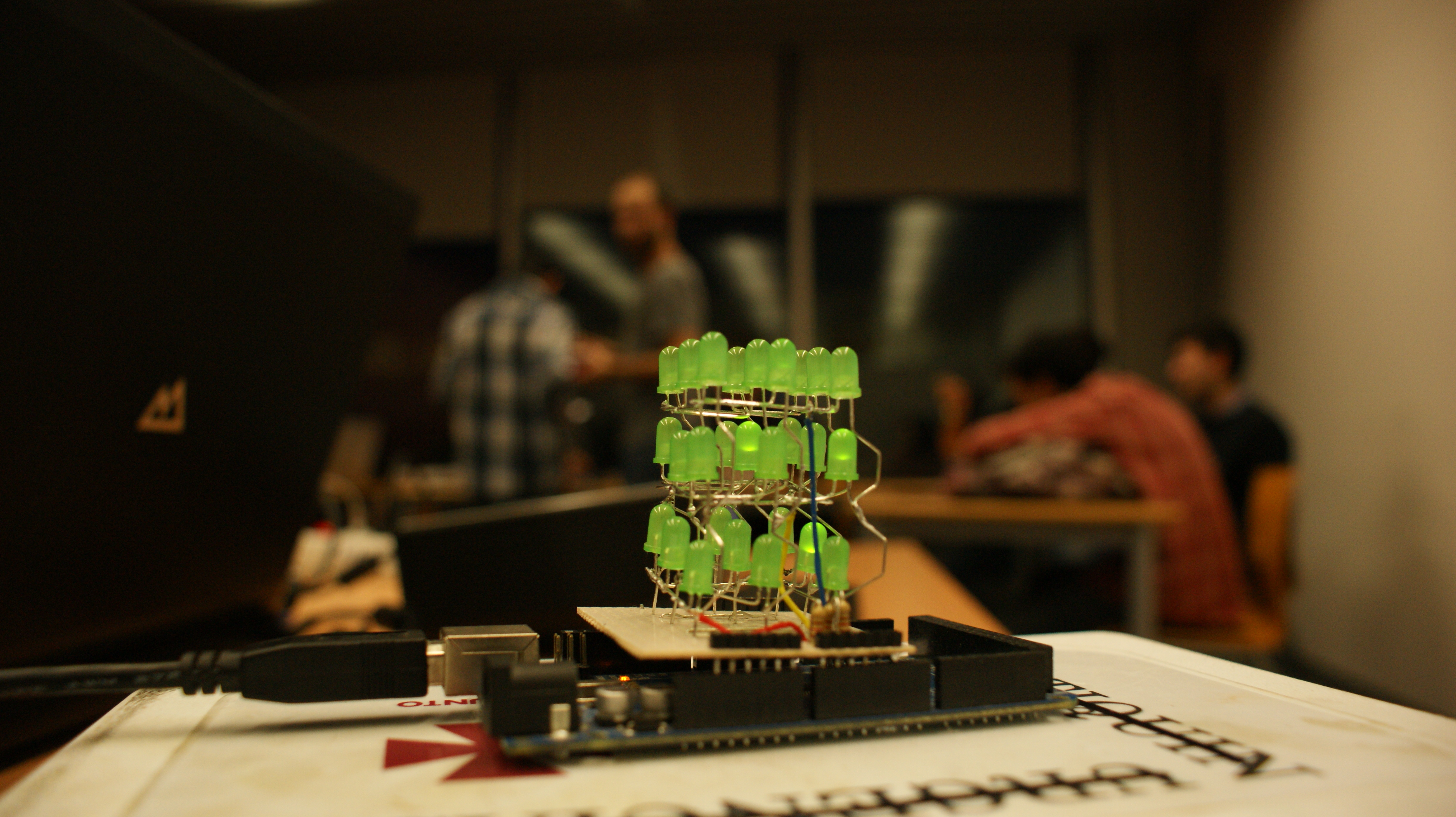
Taller de cubos de LEDs por Makers UPV

Los talleres son impartidos por estudiantes con habilidades excepcionales (usualmente los más veteranos pero no es la norma), que mentorizan el aprendizaje. Con sus conocimientos, los mentores ofrecen a otros estudiantes la posibilidad de tener una experiencia propia y aprender haciendo. Los talleres habituales incluyen: Arduino, programación, electrónica, imrpesión 3D, CAD, robóticas así como manualidades: cianotipia, esculpture, grabado o fotografía. El propósito principal de los mismos es obtener experiencia práctica y habilidades en la Universidad. A menudo, los talleres son liberados en el ecosistema open-source para toda la comunidad.

### Competiciones
Los miembros de la comunidad se relacionan gracias a las redes sociales y comparten noticias concursos y actividades interesantes. Cuando una de las competiciones es popular, se organizan entre ellos para formar grupos multidisciplinares con el fin de participar en dicho concurso. Esta forma flexible y rápida ha llevado a varios premios, anteriormente citados. Las competiciones motivan a los estudiantes a trabajar duro y les permiten establecer nuevas relaciones con otros miembros de la comunidad.

### Organización de eventos

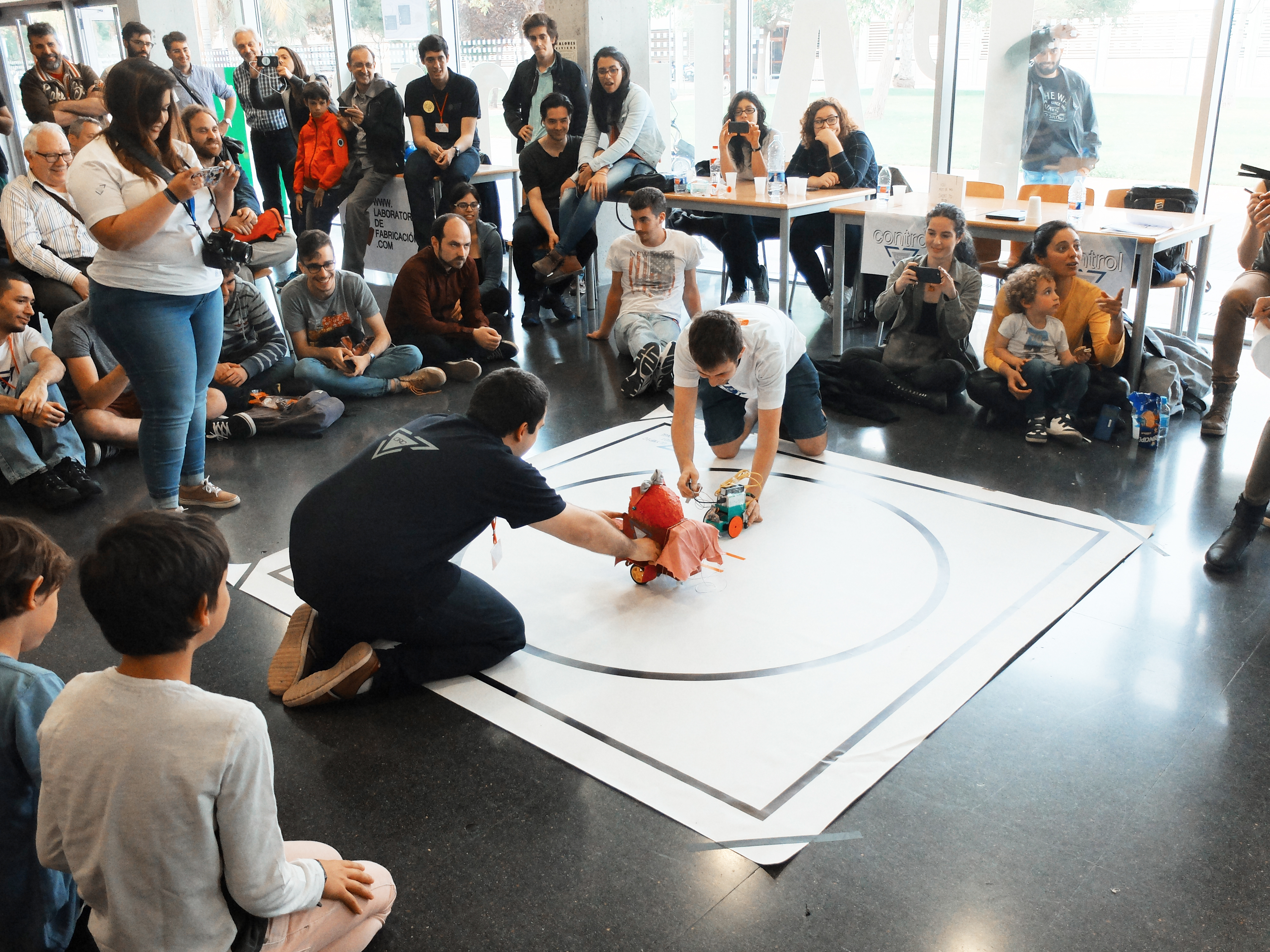
Hebocon Valencia 2016

La comunidad de Makers UPV ha organizado o coorganizado varios eventos como:
- BeMakerFest Valencia 2015: en colaboración con FabLab VLC, Chiquiemprendedores y Hackerspace Valencia, esta actividad fue patrocinada por el Ayuntamiento de Valencia.[35][36]
- Olympic Robotic Challenge 2016 + Hebocon 2016: apadrinada por by David Cuartielles, cofudador de Arduino.

También, la comunidad ha ayudado a organizar los siguientes eventos:
- Olympic Robotic Challenge 2015.
- Olympic Robotic Challenge 2014.
- Mini Maker Fest Valencia 2014.[37][38][39]

Por último, Makers UPV ha participado en distintos eventos para promocionarse en la ciudad de Valencia y alrededores:
- European Maker Week (junio de 2016, evento internacional)[40][41]
- Primavera Educativa (mayo de 2016, Valencia). Muestra de proyectos.[42]
- Techfest Valencia (octubre de 2015)[43][44][45][46]
- Kids Hack Day (noviembre de 2014, Valencia).[47][48][49] Taller: diseño de un brazo robótico. Fundado por Carl Bärstad. Organizado por Chiquiemprendedores.

### Proyectos de equipo
La comunidad se basa en la colaboración, y esa es la razón de unión de diversos miembros en varios grupos específicos orientados a un interés más concreto. Por ejemplo: el grupo de impresión 3D montó una impresora a disposición de la comunidad y el equipo de desarrollo web creó la página de Makers UPV, Hyperloop UPV y otros. Aquí se enumeran algunos de los proyectos comunes que se han llevado a cabo:

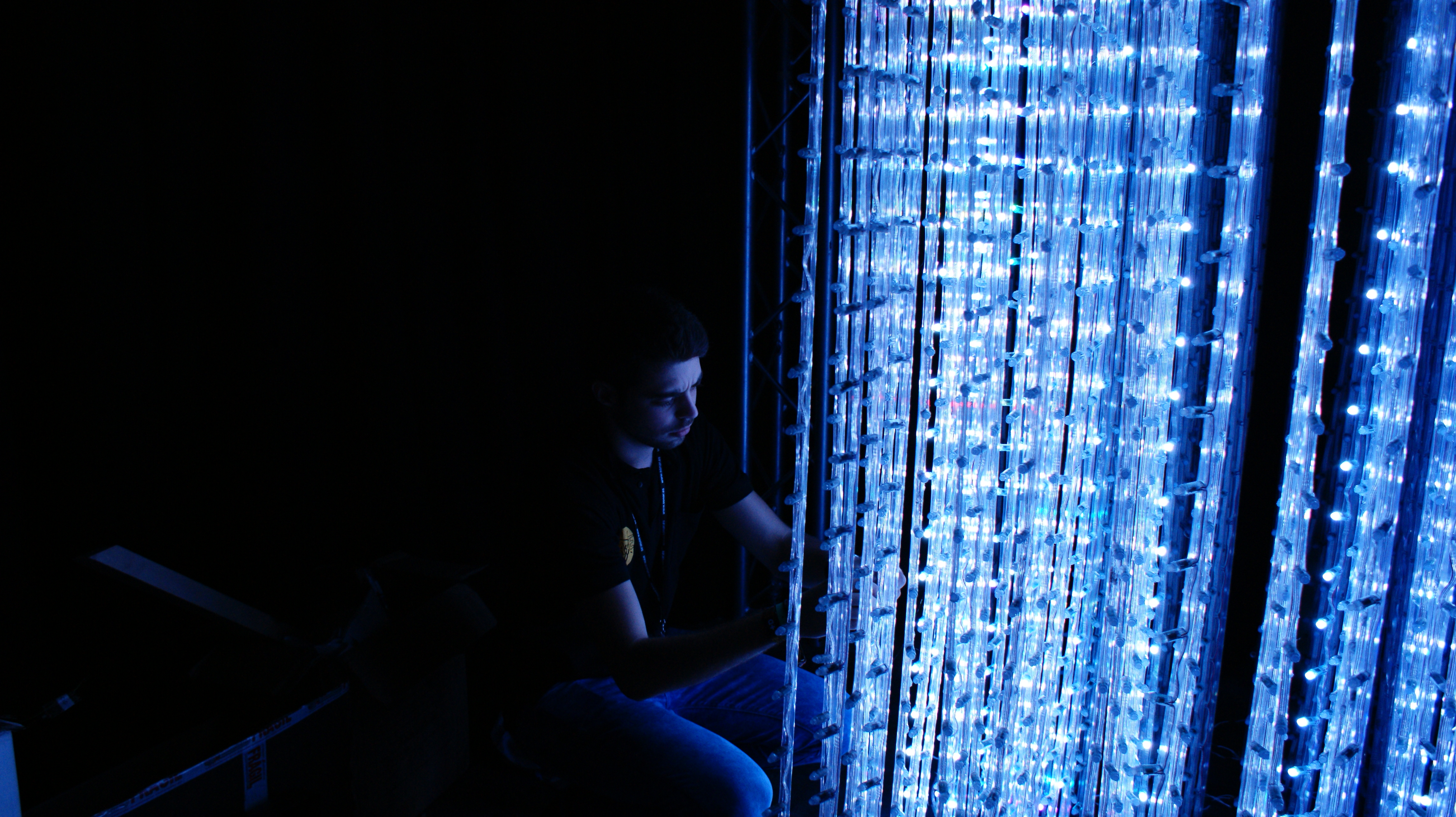
HCube Project by Makers UPV for Sonar+D 2015

- Proyecto HCube: fue creado por un equipo de miembros de Makers UPV con el propósito de exponer en el certamen Sónar+D en Barcelona (junio de 2016). HCube es un display volumétrico interactivo led en forma de un cubo de dos metros de arista. Cada uno de los leds tiene la capacidad de reproducir 16 millones de colores (profundidad de color de 24 bits), un total de 8000 diodos permite un sinfín de posibilidades creativas. Los usuarios pueden interactuar con el cubo con distintos periféricos como controladoras MIDI y LeapMotion. Puede ser controlado con el movimiento del cuerpo, jugar a juegos estilo Tetris o Snake, enviar mensajes usando Twitter  y usarlo para visualizar sonido y música.
- Proyecto Firebot: un robot extintor de incendios para apagar fuegos sin riesgo humano.

### Visitas a empresas
La comunidad también organiza visitas a empresas para reforzar las relaciones entre estudiantes y las mismas. Por ejemplo, los makers visitaron una fábrica de tabletas, la Central Nuclear de Vandellós, Quaternium, una estación de compresión de gas propiedad de Endesa (Paterna) así como un aeródromo en Requena.

### Educación para niños

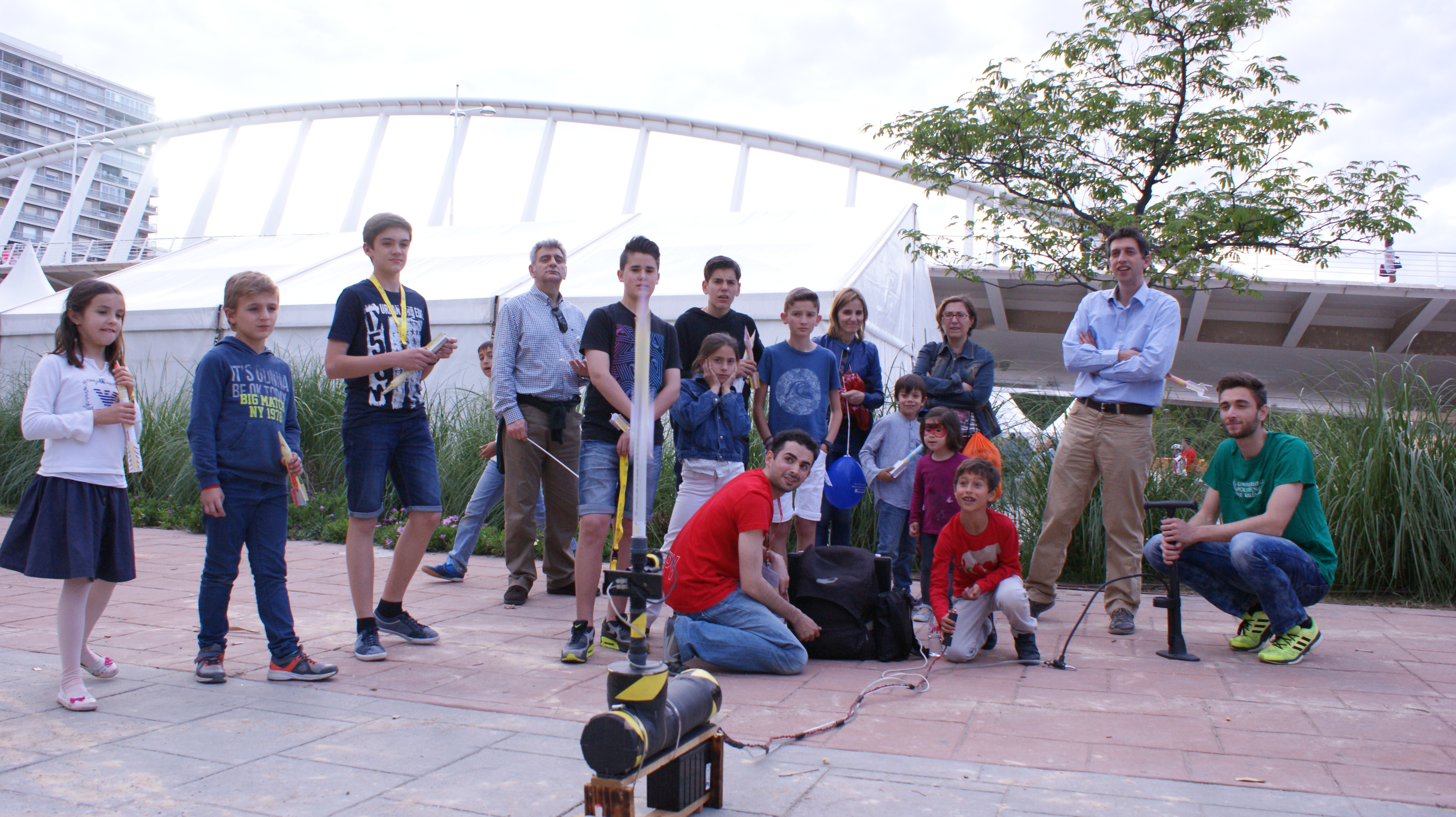
Rocket Workshop by Makers UPV at Valencia, April 2016

Makers UPV tiene un especial interés en la educación de los más jóvenes. La comunidad ha colaborado con distintas organizaciones para ofrecer educación y talleres STEM a niños como por ejemplo:
- Brazo robótico: con Arduino, madera/cartón y algunos servomotores de aeromodelismo, los niños aprenden como montar y operar un pequeño brazo robot.[48]
- Drawdio: originario del MIT,[52]  ofrece una iniciación a los jóvenes al funcionamiento de los circuitos electrónicos y a la soldadura con estaño mediante un pequeño circuito oscilador que emite sonidos al escribir.[53]
- Lanzamiento de cohetes: con papel y tijeras, los niños construyen cohetes personalizados que son lanzados gracias a un lanzador de aire comprimido y una maleta de lanzamiento personalizada.Drawdio Workshop Makers UPV

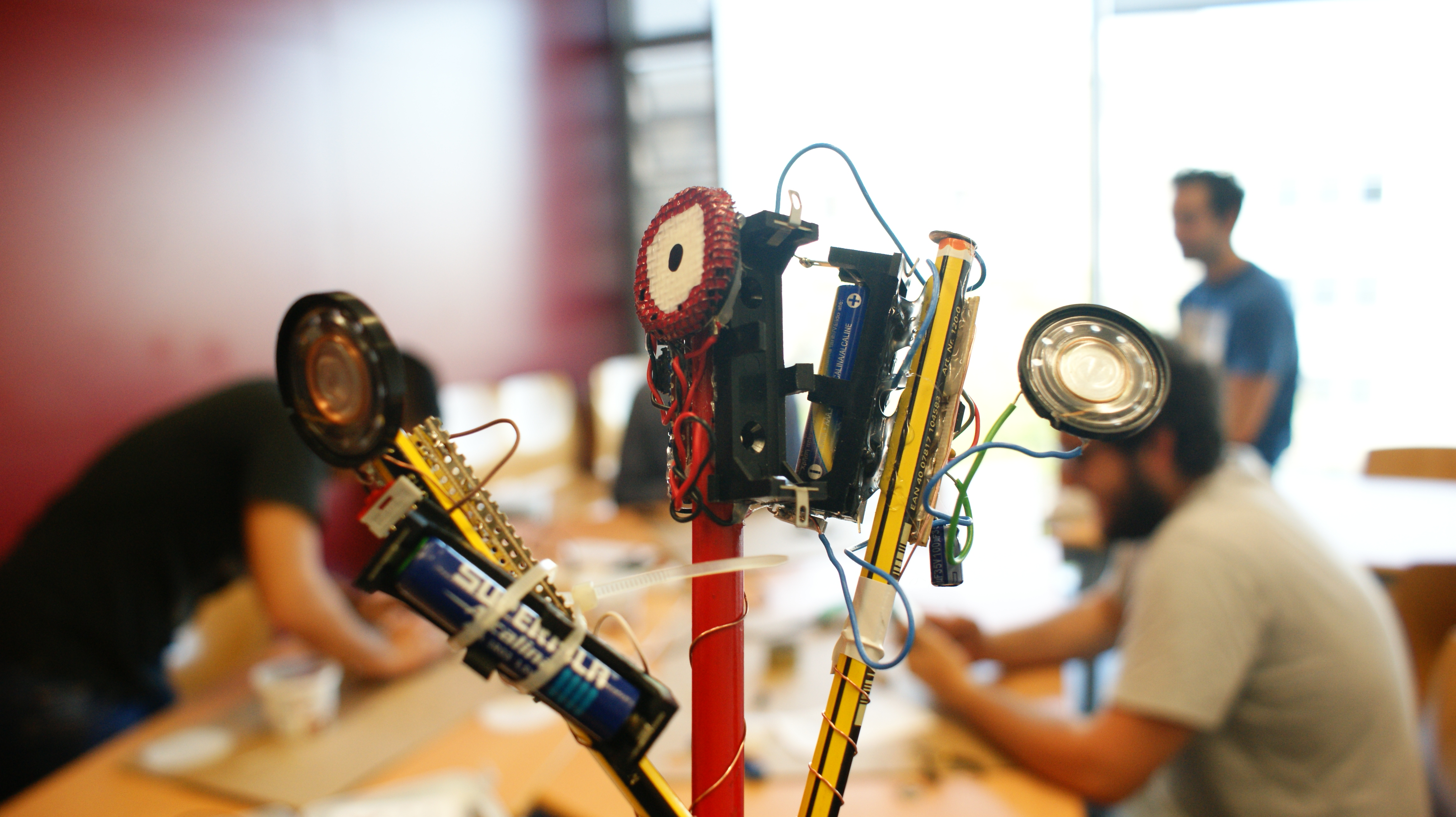
Drawdio Workshop Makers UPV